# Doniphan, Missouri
Doniphan är administrativ huvudort i Ripley County i Missouri. Orten fick sitt namn efter militären Alexander William Doniphan.